# Stoopid Buddy Studios
Stoopid Buddy Stoodios, nota in precedenza come Stoopid Monkey e stilizzato Stoop!d Monkey, è una casa di produzione e studio di animazione, con sede a Burbank, in California.
Fondata da Seth Green, Matthew Senreich, John Harvatine IV e Eric Towner nel 2011, produce principalmente serie animate ed è l'unione della partnership tra Stoopid Monkey (che è stato istituito nel 2005) e Buddy Systems Studios. Ha prodotto Robot Chicken e Titan Maximum di Adult Swim, SuperMansion di Crackle e Buddy Thunderstruck di Netflix.

## Filmografia

### Televisione
- Robot Chicken – serie animata (2005-in corso)
- Titan Maximum – serie animata (2009)
- SuperMansion – serie animata (2015-2019)
- Buddy Thunderstruck – serie animata (2017)
- Hot Streets – serie animata (2018-2019)
- Crossing Swords – serie animata (2020-2021)
- The Summoner – serie animata (2021)
- M.O.D.O.K. – serie animata (2021)
- Ultra City Smiths – serie animata (2021)
- Santa Inc. – serie animata (2021)

### Webserie
- The Stoopid Monkey Show (2011-2014)[1]
- WWE Slam City (2014)[1]
- The Grand Slams (2014-2018)
- Kre-O Transformers (2015)
- Bratz (2015)[1]
- Lego Scooby-Doo (2015-2016)[2]
- Camp WWE (2016-2018)[3]
- Blark and Son (2018-in corso)[4]
- Alabama Jackson (2022-in corso)

### Lungometraggi
- Changeland (2019)

## Logo

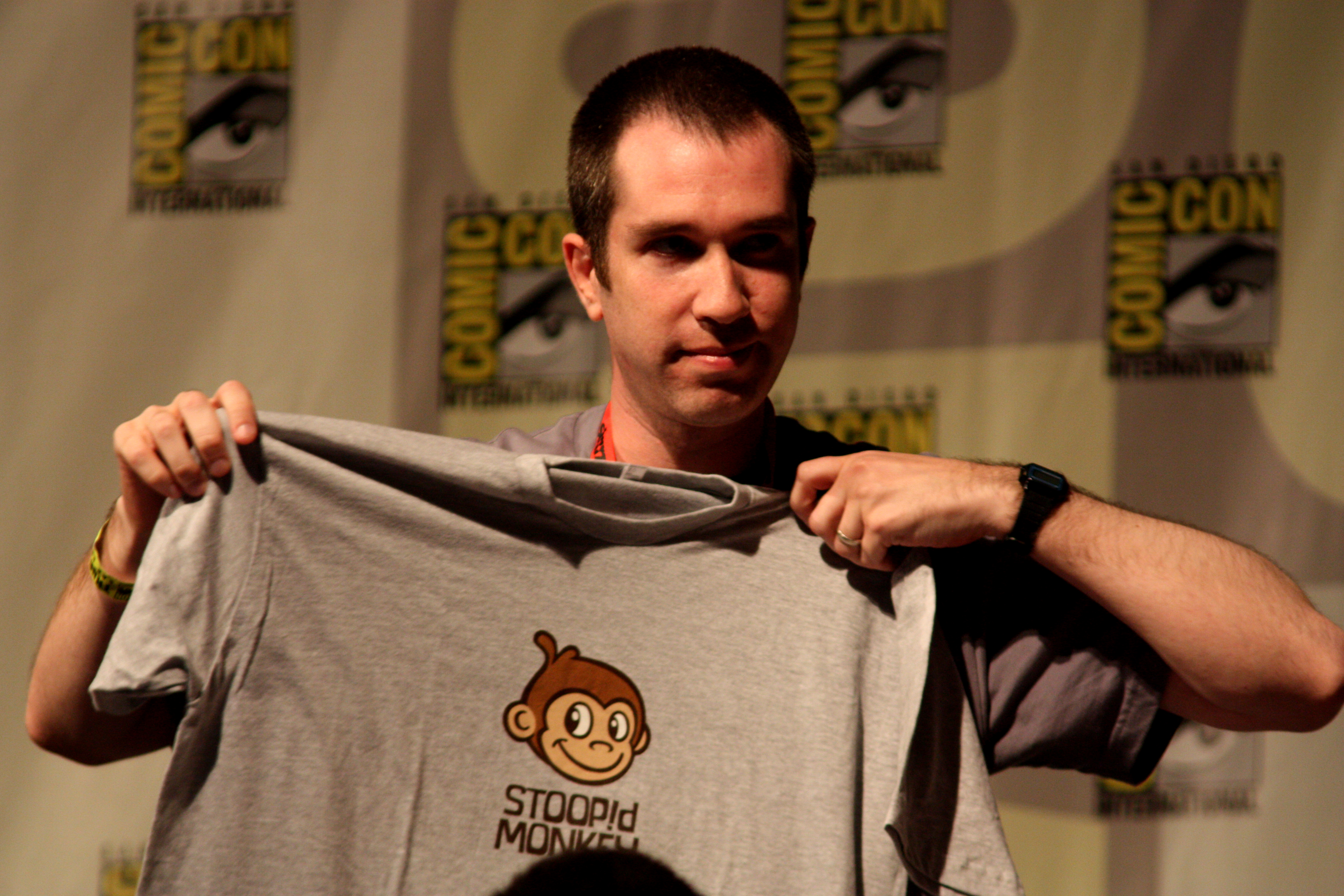
Matthew Senreich con la t-shirt di Stoopid Monkey

In ogni episodio di Robot Chicken, fino alla quarta stagione, dopo i titoli di coda, compare il logo Stoopid Monkey. Il logo raffigura una scimmia in stile cartone animato, che svolge sempre un'attività pericolosa che può portare alla morte e poco dopo si può sentire la voce di un irritato Seth Green che dice appunto: "Stupid monkey" (letteralmente "Stupida scimmia"). La scimmia di Stoopid Monkey è stata disegnata dall'attore Adam Talbott. A partire dalla quinta stagione, il logo vede la testa della scimmia sorridente fatta d'argento brillante, con il testo scintillante sotto di esso.